# Посёлок Мелиораторов
Посёлок Мелиора́торов — сельский населённый пункт, посёлок в Великолукском районе Псковской области России. Входит в состав Шелковской волости.

## География
Расположен в центре района к востоку от райцентра Великие Луки и к юго-востоку от волостного центра Шелково.

## Население
| 2001 | 2002 | 2010 |
| ---- | ---- | ---- |
| 507  | ↗581 | ↘458 |

Численность населения посёлка по оценке на начало 2001 года составляла 507 жителей.

## История
В 1972 году здесь родился известный российский футболист Дмитрий Аленичев.